# Kleine koeskoezen
Kleine koeskoezen (Pseudocheiridae) zijn een familie van buideldieren die voorkomt in Australië en Nieuw-Guinea. De familie omvat 6 geslachten, met 20 levende soorten. De familie is het nauwste verwant aan de buideleekhoorns, vliegende buidelmuizen en slurfbuidelmuis, waarmee ze de superfamilie Petauroidea vormen.
De leden van deze familie zijn gespecialiseerde bladeters met complexe kiezen. Ze zijn relatief slecht in het overleven op eilanden; slechts twee soorten komen voor op eilanden rond Nieuw-Guinea. Kleine koeskoezen leven in het noorden meestal in bergbossen.
De familie omvat de volgende soorten:
- Onderfamilie Hemibelideinae
  - Geslacht Hemibelideus
    - Queenslandkoeskoes (Hemibelideus lemuroides)

  - Geslacht Petauroides
    - Petauroides armillatus[3]
    - Petauroides minor[3]
    - Reuzenkoeskoes (Petauroides volans)
    - Petauroides ayamaruensis†
    - Petauroides stirtoni†
- Onderfamilie Pseudocheirinae
  - Pseudocheirus
    - Pseudocheirus marshalli†
    - Pseudocheirus occidentalis
    - Oostelijke koeskoes (Pseudocheirus peregrinus)

  - Pseudochirulus
    - Pseudochirulus canescens
    - Pseudochirulus caroli
    - Pseudochirulus cinereus
    - Pseudochirulus forbesi
    - Pseudochirulus herbertensis
    - Pseudochirulus larvatus
    - Pseudochirulus mayeri
    - Pseudochirulus schlegeli
- Onderfamilie Pseudochiropinae
  - Petropseudes
    - Rotskoeskoes (Petropseudes dahli)

  - Pseudochirops
    - Pseudochirops albertisii
    - Gestreepte koeskoes (Pseudochirops archeri)
    - Pseudochirops corinnae
    - Pseudochirops coronatus
    - Pseudochirops cupreus
    - Pseudochirops winteri†

De volgende fossiele geslachten worden ook tot deze familie gerekend:
- Marlu†
  - Marlu kujamarpensis†
  - Marlu praecursor†
- Paljara†
  - Paljara tirarense†
- Pildra†
  - Pildra antiqua†
  - Pildra magna†
  - Pildra secunda†
  - Pildra tertia†
- Pseudokoala†
  - Pseudokoala cathysanatamaria†
  - Pseudokoala erlita†

Koala's · Wombats · Dwergbuidelmuizen · Koeskoezen · Slurfbuidelmuis · Kleine koeskoezen · Buideleekhoorns · Vliegende buidelmuizen · Muskuskangoeroeratten · Kangoeroeratten · Kangoeroes